# Acanthopagrus akazakii
Acanthopagrus akazakii är en fiskart som beskrevs av Iwatsuki, Kimura och Yoshino 2006. Acanthopagrus akazakii ingår i släktet Acanthopagrus och familjen havsrudefiskar. Inga underarter finns listade i Catalogue of Life.